# والتر أندرياس أنجرر
والتر أندرياس أنجرر (بالألمانية: Walter Andreas Angerer)‏ (و. 1940  م) هو ملحن، ورسام ألماني، ولد في باد رايشنهال.